# Ghostrunner 2
Ghostrunner 2 est un jeu vidéo d'action développé par One More Level et publié par 505 Games. Suite de Ghostrunner sorti en 2020, le jeu est sorti sur PlayStation 5, Microsoft Windows et Xbox Series le 26 octobre 2023.

## Système de jeu
Le jeu se joue à la première personne. Le personnage jouable, Jack, est très agile, étant capable de traverser des environnements dangereux grâce à plusieurs mouvements : en se projetant, en sautant, en courant sur les murs et en glissant. Il peut également utiliser un grappin pour se balancer dans l'environnement et utiliser son "Boost Sensoriel", qui ralentit brièvement le temps, permettant à Jack de mitrailler dans les airs. Le jeu introduit également une barre d'endurance, qui dicte la fréquence à laquelle les joueurs peuvent lancer et dévier les attaques. Bien qu'une épée soit l'arme principale du joueur, Jack a aussi accès à plusieurs capacités spéciales, qui peuvent être utilisées à la fois dans des scénarios de combat et dans la résolution d'énigmes. Par exemple, la compétence « Shuriken », permet à Jack de lancer plusieurs shurikens électriques, utilisée pour étourdir les ennemis ainsi que pour frapper des interrupteurs distants. Jack et ses ennemis ont une santé très limitée et tous deux peuvent être tués en un seul coup. 
Dans le jeu, Jack doit s'aventurer au-delà de la Dharma Tower pour vaincre un culte d'IA cyberninja violents. Ghostrunner 2 introduit le combat en véhicules. Durant certains niveaux, Jack est capable de conduire une moto tout en combattant les ennemis et en évitant les obstacles. Les niveaux du jeu sont plus libres, les joueurs pouvant planifier leurs propres itinéraires avant d'affronter les ennemis. Au fur et à mesure que les joueurs progressent dans le jeu, ils peuvent acheter des améliorations qui améliorent encore les capacités de Jack. La moto ne peut cependant pas être améliorée.

## Développement
One More Level, basé en Pologne, a été le développeur du jeu. Le directeur du jeu, Radoslaw Ratusznik, a décrit le jeu comme une "évolution" par rapport au jeu Ghostrunner original. Bien que le jeu ait été conçu pour être un défi, l'équipe a introduit diverses améliorations de gameplay pour le rendre plus accessible aux nouveaux joueurs. Par exemple, l'équipe a introduit un mécanisme de blocage actif pour les joueurs qui avaient des difficultés avec le système de mouvement rapide du jeu. Samurai Jack a été cité par le concepteur principal du gameplay, Lukasz Wabik, comme l'une des inspirations du jeu. La moto de Jack a été ajoutée au jeu parce que l'équipe a estimé qu'elle correspondait au combat rapide du jeu et à son esthétique cyberpunk.
En mars 2021, 505 Games, le coéditeur du jeu original, a annoncé avoir acquis la propriété intellectuelle de la franchise venant de All In Games pour 5 millions d'euros. L'existence d'une suite a été confirmée pour la première fois par 505 Games en mai 2021. Le jeu a été officiellement révélé en mai 2023 durant le PlayStation Showcase. La sortie du jeu est actuellement prévue pour le 26 octobre 2023 pour Microsoft Windows, PlayStation 5 et Xbox Series Series. Les joueurs qui ont précommandé le jeu ou acheté son édition Deluxe auront accès à plusieurs skins d'armes et de personnages dans le jeu. Une démo du jeu est sortie sur PlayStation 5 le 15 septembre 2023.